# Schaumburger Land

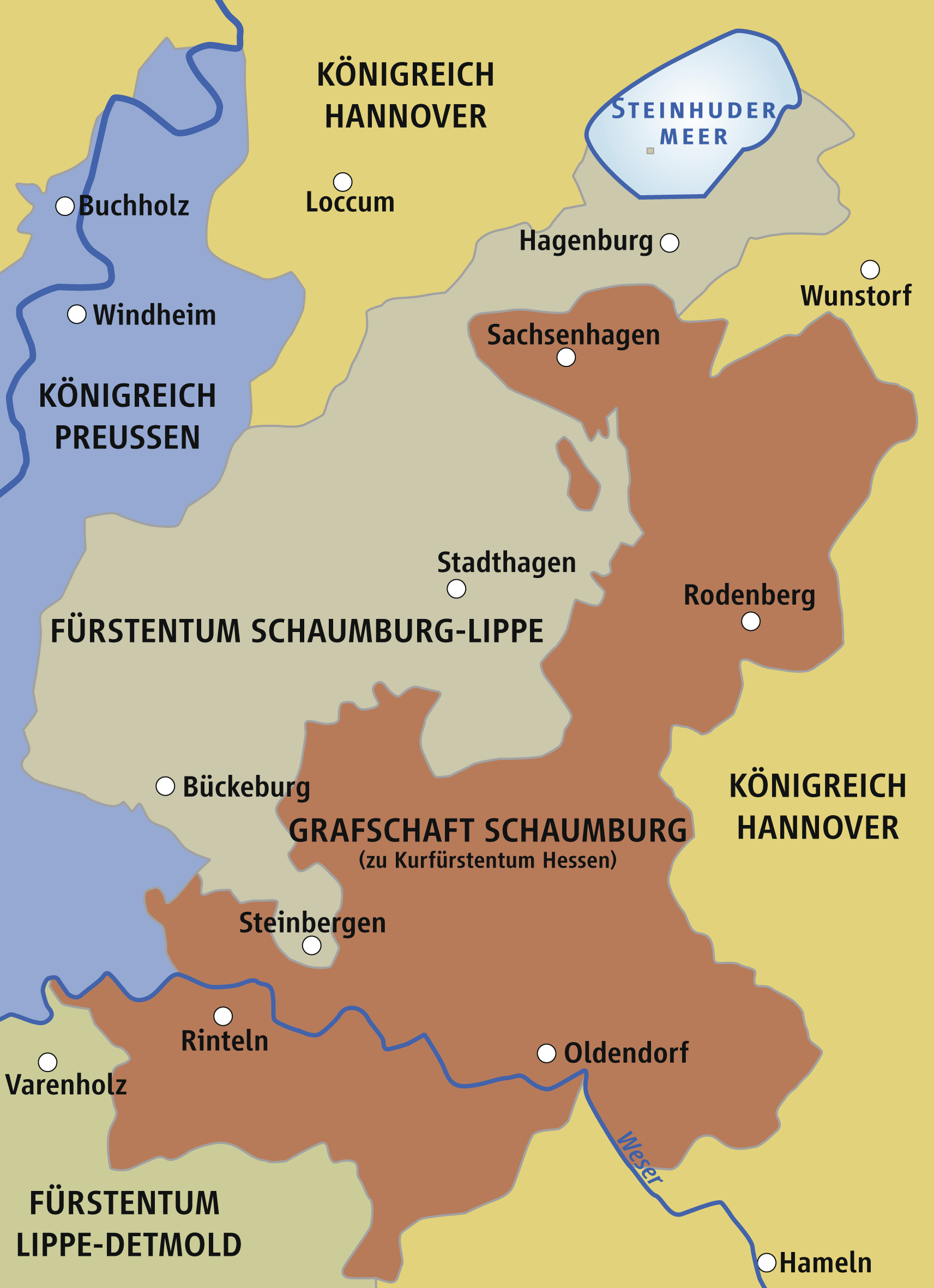
Fürstentum Schaumburg-Lippe und Grafschaft Schaumburg hessischen Anteils, Karte zur Lage der Territorien im Jahr 1866

Das Schaumburger Land ist der in Niedersachsen liegende Landstrich zwischen Steinhuder Meer, Schaumburger Wald, Mindener Land, Lipper Bergland und Deister. Historisch umfasst es das ehemalige Land Schaumburg-Lippe im Bereich Bückeburg  und Stadthagen sowie den früheren Landkreis Grafschaft Schaumburg mit den Bereichen Rinteln, Obernkirchen, Aueteal, Bad Nenndorf und Hessisch Oldendorf, mithin das Territorium der mittelalterlichen Grafschaft Schaumburg. Die Gegend ist zwar ländlich geprägt, jedoch vergleichsweise dicht besiedelt. Hier finden sich vielfältige eigenständige Traditionen und Bräuche. Auch die Schaumburger Tracht ist überregional bekannt geworden. Heute ist das Schaumburger Land weitgehend deckungsgleich mit dem Landkreis Schaumburg.

## Kulturlandschaftsraum
Der Kulturlandschaftsraum Schaumburg umfasst ein 475 km² großes Gebiet. Diese Zuordnung zu den Kulturlandschaften in Niedersachsen hat der Niedersächsische Landesbetrieb für Wasserwirtschaft, Küsten- und Naturschutz (NLWKN) 2018 getroffen. Ein besonderer, rechtlich verbindlicher Schutzstatus ist mit der Klassifizierung nicht verbunden.